# Stare Miasto w Wilnie
Stare Miasto w Wilnie (lit. Vilniaus senamiestis) – zabytkowa dzielnica Wilna, część miasta lokowana w 1387 przez Władysława Jagiełłę na prawie magdeburskim.
W 1994 Stare Miasto zostało wpisane na listę światowego dziedzictwa UNESCO.